# Fiumi del Kosovo
La lista dei fiumi del Kosovo mostra i principali corsi d'acqua che solcano il territorio kosovaro.
Fiumi più lunghi (le lunghezze indicate si riferiscono ai chilometri percorsi in territorio kosovaro):
| Nome                | Lunghezza (km) |
| ------------------- | -------------- |
| Drin Bianco         | 122            |
| Sitnica             | 90             |
| Bistrica di Peć     | 62             |
| Morava Meridionale  | 60             |
| Lepenci             | 53             |
| Ereniku             | 51             |
| Ibar                | 42             |
| Bistrica di Prizren | 31             |

## Riferimenti
- ESK, Hartografi [collegamento interrotto], su oek-kcc.org.